# 안동 장씨 3세 정려
안동 장씨 3세 정려는 대한민국 충청남도 천안시 동남구에 있다. 1995년 5월 10일 천안시의 향토문화유산 제5호로 지정되었다.

## 개요
장핵(張?)의 충과 그의 아들 사일의 효 그리고 사일의 조카 며느리인 열녀 이씨를 기리기 위한 정려이다.